# Димитър Буров (футболист)
Димитър Христов Буров (роден на 31 август 1997 г. в София) е български футболист, който играе като ляв бек за Ботев (Враца). Носител на Купата на България през 2018 г. със Славия (София).